# Juan Flórez de Ocariz

Juan Flórez de Ocariz (Sanlúcar de Barrameda, España 5 de septiembre de 1612 - Santafé de Bogotá, Nuevo Reino de Granada, 1692 .) fue un escribano, escritor e historiador español.
Escribano de cámara y Mayor de la Gobernación del Nuevo Reino de Granada,Alcalde Ordinario de Santafé, Encomendero de Canipa y Minipi en los Muzos. Conocido por su obra Genealogías del Nuevo Reino de Granada, Ocariz es considerado uno de los primeros historiadores de la América Hispana, quien relata en sus obras más de cien años de historia basada en documentos fidedignos de las reales audiencias.

## Biografía
Juan Flórez de Ocariz nació en Sanlúcar de Barrameda, el 5 de septiembre de 1612, hijo de Domingo García Flórez y de Micaela Ochoa Olariega y Ocáriz. Se casó con Juana Paula de Acuña y Angulo, el 10 de enero de 1644, con la que tuvo 10 hijos.
Llegó huérfano, con 14 años, a la ciudad de Santafé de Bogotá, con la familia de su tía materna, el 7 de octubre de 1626. Los primeros ochos años, trabajó en la Contaduría de su tio. En 1634 regresa a España volviendo en 1636 a Santa Fé donde accede a la plaza de Cobrador de las Reales Rentas en las provincias de Cartagena y Santa Marta y la ciudad de Zaragoza, y posteriormente de “Conductor de remesas”.
En el año 1641 pasa a ejercer de Veedor y Contador, siendo nombrado capitán de Infantería en el año 1642. Tras su boda, el 10 de enero de 1644, con Juana Paula de Acuña y Angulo obtuvo como dote el oficio de Escribano de Cámara y Mayor de la Gobernación del Nuevo Reino de Granada. Los archivos de la Real Audiencia de Santa Fe, custodiados por Ocariz, conservaban las probanzas de servicios de los conquistadores de la tierra, los libros del Real Acuerdo con sus providencias administrativas, las actas de posesión de los gobernantes y de los empleados civiles; los nombramientos y las relaciones de méritos; las capitulaciones para las conquistas y las gobernaciones de las provincias y territorios del Nuevo Reino; los asuntos eclesiásticos que en virtud del Patronato pasaban por el tamiz de la Real Chancillería; las visitas oficiales que se practicaban periódicamente a gobernadores y corregidores; tuvo acceso a archivos arquidiocesanos y a ejecutorias de nobleza de las familias importantes de la época; una valiosísima información que supo utilizar para escribir las Genealogías del Nuevo Reino de Granada a instancias y por encargo del Cabildo de Santa Fe.
El 18 de julio de 1692, ya enfermo redactó su testamento, falleciendo finalmente el 12 de agosto en su casa de Santafé de Bogotá.

## Obras
- Genealogías del Nuevo Reino de Granada.[3][4]
- “Tratado de las Encomiendas del Nuevo Reino de Granada”, desde su origen hasta 1671.[2]
- “Recopilación de las Ordenanzas Reales, Cédulas y Autos de Buen Gobierno” (Real Audiencia de Santa Fe) en 2 volúmenes, perdidos en el viaje a España.[2]
- Manuscrito “Aparición y milagros de la Santísima Virgen de Chiquinquirá”.[2]